# Tierra Colorada, Ometepec
Tierra Colorada är en ort i Mexiko.   Den ligger i kommunen Ometepec och delstaten Guerrero, i den sydöstra delen av landet, 300 km söder om huvudstaden Mexico City. Tierra Colorada ligger 329 meter över havet och antalet invånare är 143.
Terrängen runt Tierra Colorada är lite kuperad, och sluttar söderut. Runt Tierra Colorada är det ganska tätbefolkat, med 129 invånare per kvadratkilometer. Närmaste större samhälle är Ometepec, 17,4 km sydväst om Tierra Colorada. Omgivningarna runt Tierra Colorada är en mosaik av jordbruksmark och naturlig växtlighet.